# Google Safe Browsing
A Google Safe Browsing egy tiltólista szolgáltatás, amely malware és adathalász webes tartalmak URL-eit listázza. Ezen lista segítségével figyelmezteti felhasználóit a rosszindulatú weboldalakra Google Chrome, Safari, Firefox, Opera, Vivaldi, valamint a GNOME Web. A Google rendelkezésre bocsát egy nyilvános API-t is a szolgáltatáshoz való hozzáféréshez.
A Google információt nyújt az Internet szolgáltatóknak küldött e-mail értesítés formájában, hogy az autonóm rendszer - üzemeltetők megtudják a hálózatukban lévő káros hosztokat.
A Google szerint szeptember 2017-ben több mint 3 milliárd Internetre csatlakozó eszközt védett ez a szolgáltatás.

## Védett programok és szolgáltatások
- Böngészők: Google Chrome, Safari, Firefox, Opera, Vivaldi, GNOME Web.
- Android: Google Play Protect, Verify Apps API
- Google Kereső
- A Google AdSense: megakadályozza a hirdetőket, hogy veszélyes oldalakat reklámozzanak
- Gmail

## Magánszféra
A Google üzemelteti a Safe Browsing Lookup API-t, amelynek adatvédelmi hátránya van: "A megkeresendő URL-eket nem hashelik, így a szerver tudja, mely URL-eket keresték az API-felhasználók". A Safe Browsing Update API-ja ezzel ellentétben összehasonlítja az URL 32 bites hash-előtagjait a magánszféra megőrzése érdekében. A Chrome, a Firefox és a Safari böngészők az utóbbit használják.
A Biztonságos böngészés egy kötelező preferencia-sütit is tárol a számítógépen.
A Google Biztonságos Böngészés ügyféloldali ellenőrzéseket végez. Ha egy webhely gyanúsnak tűnik, akkor az oldalon található valószínű adathalász és pszichológiai manipulációs kifejezések egy részét elküldi a Google-nak, hogy a Google szervereitől elérhető további információkat szerezzen arról, hogy a webhelyet rosszindulatúnak kell-e tekinteni. A naplókat, "beleértve az IP-címet és egy vagy több cookie-kat", két hétig tárolják. Ezek "kapcsolódnak az ugyanazon eszközről származó többi Biztonságos böngészés lekéréshez".

## Kritika
Az olyan weboldalak, amelyek fertőzött reklámokat jelenítenek meg is felkerülhetnek a tiltólistára. Valamint az eltávolítási kérelemhez szükséges Google Webmasters Tool felhasználó regisztrációja.